# Labrundinia becki
Labrundinia becki är en tvåvingeart som beskrevs av Roback 1971. Labrundinia becki ingår i släktet Labrundinia och familjen fjädermyggor.
Artens utbredningsområde är Florida. Inga underarter finns listade i Catalogue of Life.